# 卢声亮
卢声亮（1929年8月20日—2016年5月13日），浙江苍南县金乡镇灵峰村人，温州中学毕业，1958年任平阳县县长，1979年任青田县县长，1981年任中共苍南县委书记。1983年到1988年担任温州市市长、中共温州市委副书记，1988年当选温州市人大常委会主任。他是第七届中共浙江省委委员、第六届全国人大代表。1995年离休，2016年5月在温州逝世，享年88岁。

## 生平

### 早年经历
卢声亮在1929年8月20日出生在浙江省平阳县江南区灵峰乡灵峰村（今属苍南县金乡镇）的一个农转商家庭，其父卢加惕，其母章德惠，乃家中长子，其家还有有其弟妹共四人。 1937年，入读村办强华小学。1941年，初等小学毕业后，卢声亮在温州铁井栏益孚棉布行做学徒，但当年的4月19日，日军登陆瑞安，攻占温州城，卢声亮随布行的工作人员辗转到江北亲戚家避难，后回到家乡。1942年春，入读金乡镇中心小学完成高等小学学业。1944 年春，考入温州中学的初中部。同年9月9日，日本第三度攻占温州，卢声亮随温州中学一起迁往地势偏远的泰顺江口，借住农民家求学，在临时搭建的帐篷中上课。1945年8月，日本投降，随温州中学迁回市区。1946年上半年，卢声亮和同学李尔宽、 苏尔启组建“新群读书会”，并出版《新声》 墙报，介绍社会科学知识和国内外时事。1946年3月12日，1946年下半年，经谷钱国、安邦等高中部学生介绍，加入高中生为主的“诚诚社”。1947年，卢声亮考入温州中学的高中部，同年联合初中和高中学生组建“春秋”读书会并成为会长。期间广泛接触阅读《社会科学十讲》、《通俗经济学讲话》、《西行漫记》、《延安一月》、《新民主主义论》、《论联合政府》、《论共产党员的修养》等文章。

## 观点

### 温州改革并非无为而治
卢声亮认为温州的改革并不是无为而治，而是“群众创造、领导支持的结果”。例如，卢声亮任苍南县委书记期间，国家工商局规定要打击“买卖合同”而苍南县内普遍存在“买卖合同”现象，卢声亮认为依照《资本论》不应当打击，向省委和市委工作人员请示后没有得到答复，于是允许了“买卖合同”的存在；卢声亮认为应当允许挂户经营，并在温州市长任上出台《挂户经营管理办法》进行；卢声亮还参考陈云通过供销社“高进高出”解决农副产品征收的手法，允许金乡信用社采取“浮动利率”，也默许温州各地公路沿线的加油站。

## 参阅书目
- 中共温州市委党史研究室; 温州中共党史学会 (编). . 北京: 中共党史出版社. 2018. ISBN 978-7-5098-4663-6.